# Mika Pikazo
Mika Pikazo（ミカ ピカゾ、1993年（平成5年）8月29日 - ）は、東京都出身のイラストレーター。女性。

## 経歴
親が建築家であり、自宅に製図道具や画材に触れる機会があった。南アメリカの映画や音楽、デザインに関心を持ち、高校卒業後ブラジルに渡航。約2年間滞在する中で、多様性に寛容な南米の気風に触れる。帰国後、ライトノベルやソーシャルゲームのイラストレーションのほか、ストーリー作品の企画など幅広く活動開始。2017年（平成29年）、自身がキャラクターデザインを手がけるバーチャルYouTuber「輝夜月」がデビュー。彼女とともにスタジオ「THE MOON STUDIO」に所属し、ライブのディレクションや、公式アパレルブランド「Beyond The Moon」の企画・監修も担当している。

## 作風
色彩豊かで、鮮やかな作風を特徴とする。描き出されるキャラクターの表情の豊かさも魅力とされる。創作では世界観の表現にこだわりを持ち、入念なラフスケッチでイメージを固め、音楽を聴きながらテンポ良く仕上げて行くという。

## 作品・実績

### イラスト

#### ライトノベル
- 『アイサレワールド‐I really, truly surrender to you．‐』（望公太著、HJノベルス） - イラスト[3]
- 『最強呪族転生〜チート魔術師のスローライフ〜』（猫子著、アース・スターノベル） - イラスト[4]
- 『ライブダンジョン！』（dy冷凍著、カドカワBOOKS） - イラスト、コミカライズ版（ことりりょう作画）キャラクター原案[5]
- 『物理的に孤立している俺の高校生活』（森田季節著、小学館ガガガ文庫） - イラスト[6]
- 『キラプリおじさんと幼女先輩』（岩沢藍著、電撃文庫） - イラスト[7]
- 『異世界監獄√楽園化計画』（縹けいか著、集英社ダッシュエックス文庫） - イラスト[8]
- 『美少女作家と目指すミリオンセラアアアアアアアアッ！！』（春日部タケル著、角川スニーカー文庫） - イラスト[9]
- 『カネは敗者のまわりもの』（玖城ナギ著、ファンタジア文庫） - イラスト[10]
- 『お兄ちゃん……ここでなら、好きって言ってもいいんだよね?』（ツカサ著、MF文庫J） - イラスト[11]
- 『アポカリプス・ウィッチ 飽食時代の【最強】たちへ』（鎌池和馬著、電撃文庫） - イラスト[12]
- 『RE:BEL ROBOTICA—レベルロボチカ—』（三雲岳斗著、新潮文庫nex） - 原作（ARCHとの共原作）、イラスト[13]
- 『RE:BEL ROBOTICA 0—レベルロボチカ 0—』（吉上亮著、新潮文庫nex） - 原作（ARCHとの共原作）、イラスト[14]
- 『我が焔炎にひれ伏せ世界』（すめらぎひよこ著、角川スニーカー文庫） - イラスト

#### その他（イラスト）
- アーケードゲーム『LORD of VERMILION Re:3』- カードイラスト[15]
- ソーシャルゲーム『Fate/Grand Order』 - イラスト[1]
  - 『Fate/Grand Order アンソロジーコミック STAR』6巻（星海社COMICS） - 絵[16]
- アンソロジーコミック『ペルソナ5 コミックアンソロジー VOL.2』 - カバーイラスト[17]
- スマートフォンゲーム『スターオーシャン:アナムネシス』リリア - イラスト[18]
- HAL熱狂篇 2025年度テレビCM - イラスト

### キャラクターデザイン
- カゴメ株式会社食品擬人化プロジェクト「ナポリたん」・「ミート総帥」 - キャラクターデザイン[19]
- バーチャルYouTuber・輝夜月 - キャラクターデザイン、ライブディレクション、グッズデザイン発案・監修[1]
- バーチャルYouTuber・ピンキーポップヘップバーン - キャラクターデザイン[20]
- クロスメディアプロジェクト「温泉むすめ」有馬輪花 - キャラクターデザイン[21]
- 丸亀市「丸亀城と12人のお姫さま」七夜姫 - キャラクターデザイン[22] - ゲーム『まるがめクエスト〜囚われの12姫〜』でも同じイラストが使用されている。
- レコードレーベル「SACRA MUSIC」（ソニーミュージック）公式マスコット「SACRAちゃん」 - キャラクターデザイン[23]
- インターネットラジオ「ガールズラジオデイズ」 - キャラクターデザイン[1][24]
- アニメ『新サクラ大戦 the Animation』 - 「莫斯科華撃団」キャラクターデザイン[25]
- キャラクタープロジェクト『電音部』 - キャラクターデザイン[26]
- アイドルキャラクタープロジェクト『Princess Letter(s)! フロムアイドル』「金魚鉢たより」 - キャラクターデザイン[27]
- バーチャルYouTuber・ハコス・ベールズ / Hakos Baelz（ホロライブプロダクション） - キャラクターデザイン[28]
- ゲーム『ファイアーエムブレム エンゲージ』 - キャラクターデザイン
- メディアミックス企画『ワールドダイスター』 - キャラクター原案[29]
- YouTubeアニメ『ゾンちゅう〜ゾンビJKはゲーム配信中〜』（Plott） - キャラクターデザイン

### その他
- 画集『MikaPikaZo』（自著、草野剛デザイン、ビー・エヌ・エヌ新社）[30]